# Wijken en buurten in Zandvoort
De Nederlandse gemeente Zandvoort is voor statistische doeleinden onderverdeeld in wijken en buurten. De gemeente is verdeeld in de volgende statistische wijken:
- Wijk 00 (CBS-wijkcode:047300)
- Wijk 01 (CBS-wijkcode:047301)

Een statistische wijk kan bestaan uit meerdere buurten. Onderstaande tabel geeft de buurtindeling met kentallen volgens het Centraal Bureau voor de Statistiek (2008):
| CBS-buurtcode | Buurtnaam                           | Inwonertal | Opp. totaal (ha) | Opp. land (ha) | Ligging                |
| ------------- | ----------------------------------- | ---------- | ---------------- | -------------- | ---------------------- |
| BU04730000    | Zandvoort Oude Kern                 | 1000       | 12               | 12             | Locatie in de gemeente |
| BU04730001    | Buurt ten noorden van busstation    | 780        | 9                | 9              | Locatie in de gemeente |
| BU04730002    | Stationsbuurt                       | 1290       | 12               | 12             | Locatie in de gemeente |
| BU04730003    | Boulevard                           | 1660       | 61               | 61             | Locatie in de gemeente |
| BU04730004    | Hogeweg-Haarlemmerstraat            | 2250       | 34               | 34             | Locatie in de gemeente |
| BU04730005    | Kostverloren                        | 1240       | 32               | 32             | Locatie in de gemeente |
| BU04730006    | Letterkundigenbuurt                 | 2430       | 34               | 34             | Locatie in de gemeente |
| BU04730007    | Plan Zuid                           | 1390       | 61               | 61             | Locatie in de gemeente |
| BU04730008    | Vijverparkbuurt                     | 280        | 25               | 24             | Locatie in de gemeente |
| BU04730009    | Nieuw-Noord                         | 2960       | 112              | 112            | Locatie in de gemeente |
| BU04730100    | Bentveld                            | 950        | 106              | 106            | Locatie in de gemeente |
| BU04730109    | Verspreide huizen in het duingebied | 430        | 2878             | 2712           | Locatie in de gemeente |